# Кошијева интегрална формула
Кошијева интегрална формула је теорема из области комплексне анализе, која тврди да се вриједност холоморфне функције у некој тачки области дефинисаности може израчунати помоћу тачака које припадају рубу (граници) те области. Ова теорема је једна од централних тема комплексне анализе и користи се при развоју функција у Тејлоров и Лоранов ред, методама контурне интеграције итд.

## Кошијева интегрална теорема
Нека скуп {\displaystyle D} има оријентисану границу која се састоји из коначног броја непрекидних кривих. Ако је функција {\displaystyle f} холоморфна на области {\displaystyle D} и непрекидна на {\displaystyle {\overline {D}}}, ({\displaystyle f\in H(D),f\in C({\overline {D}})}), тада за произвољну тачку {\displaystyle z\in D} важи једнакост:
{\displaystyle f(z)={\frac {1}{2\pi i}}\int \limits _{\partial D}{\frac {f(\xi )}{\xi -z}}d\xi }
Заправо, шире, важи формула:
{\displaystyle {\frac {1}{2\pi i}}\int \limits _{\partial D}{\frac {f(\xi )}{\xi -z}}d\xi ={\begin{cases}f(z)&z\in D\\0&z\not \in D\end{cases}}}

## Доказ
Први случај: нека {\displaystyle z\not \in D}.
Означимо функцију {\displaystyle g(\xi )={\frac {f(\xi )}{\xi -z}}}. Ова функција је холоморфна над {\displaystyle D}, јер је {\displaystyle f\in H(D)} и јер је {\displaystyle \xi -z\not =0(z\not \in D)}. Тада важи Кошијева уопштена теорема и интеграл функције {\displaystyle g} по {\displaystyle \partial D} једнак нули, тј.:
{\displaystyle {\frac {1}{2\pi i}}\int \limits _{\partial D}{\frac {f(\xi )}{\xi -z}}d\xi ={\frac {1}{2\pi i}}\int \limits _{\partial D}g(\xi )d\xi =0}
Други случај: нека {\displaystyle z\in D}.
Покушајмо из области {\displaystyle D} да исијечемо мали круг {\displaystyle K=K[z,r]\subsetneq D} (компактни подскуп од {\displaystyle D}) око тачке {\displaystyle z} и означимо новонасталу област са {\displaystyle G=G\setminus K}. Сада је јасно да се граница скупа {\displaystyle G} састоји од границе {\displaystyle D} и границе новог круга {\displaystyle K}, тј. прецизније {\displaystyle \partial G=\partial D\cup \partial K^{-}}. ({\displaystyle D} је оријентисана граница, те границу {\displaystyle \partial K^{-}} такође оријентишемо, и то у негативном смјеру). Сада је функција {\displaystyle g(\xi )={\frac {f(\xi )}{\xi -z}}} холоморфна над {\displaystyle G}, јер је {\displaystyle f(\xi )} холоморфна над {\displaystyle D}, дакле и над {\displaystyle G}, а {\displaystyle \xi -z\not =0}, јер {\displaystyle z\not \in G}. Поново имамо задовољење Кошијеве уопштене теореме и биће:
{\displaystyle 0=\int \limits _{\partial G}g(\xi )d\xi =\int \limits _{\partial D\cup \partial K^{-}}g(\xi )d\xi =\int \limits _{\partial D\cup \partial K^{-}}{\frac {f(\xi )}{\xi -z}}d\xi =\int \limits _{\partial D}{\frac {f(\xi )}{\xi -z}}d\xi +\int \limits _{\partial K^{-}}{\frac {f(\xi )}{\xi -z}}d\xi =\int \limits _{\partial D}{\frac {f(\xi )}{\xi -z}}d\xi -\int \limits _{\partial K}{\frac {f(\xi )}{\xi -z}}d\xi =0}
Одавде се испоставља да је:
{\displaystyle \int \limits _{\partial D}{\frac {f(\xi )}{\xi -z}}d\xi =\int \limits _{\partial K}{\frac {f(\xi )}{\xi -z}}d\xi \Rightarrow {\frac {1}{2\pi i}}\int \limits _{\partial D}{\frac {f(\xi )}{\xi -z}}d\xi ={\frac {1}{2\pi i}}\int \limits _{\partial K}{\frac {f(\xi )}{\xi -z}}d\xi }
Сада треба доказати да је:
{\displaystyle {\frac {1}{2\pi i}}\int \limits _{\partial K}{\frac {f(\xi )}{\xi -z}}d\xi =f(z)}
Пошто смо изабрали полупречник {\displaystyle r} произвољне величине, произилази да горњи изрази не зависе од његовог одабира, тј. горње једнакости ће важити за било који довољно мали полупречник {\displaystyle r} такав да је {\displaystyle K[z,r]\subsetneq D}. Зато ћемо показати да је {\displaystyle \lim _{r\rightarrow 0}{\frac {1}{2\pi i}}\int \limits _{\partial K}{\frac {f(\xi )}{\xi -z}}d\xi =f(z)}. Израчунајмо за колико се ова два израза разликују (и покажимо да ће се за довољно мало {\displaystyle r} изједначити):
{\displaystyle A=|{\frac {1}{2\pi i}}\int \limits _{|\xi -z|=r}{\frac {f(\xi )}{\xi -z}}d\xi -f(z)|=|{\frac {1}{2\pi i}}\int \limits _{|\xi -z|=r}{\frac {f(\xi )}{\xi -z}}d\xi -{\frac {1}{2\pi i}}\int \limits _{|\xi -z|=r}{\frac {f(z)}{\xi -z}}d\xi |=}
(Ово последње слиједи из чињенице да је {\displaystyle {\frac {1}{2\pi i}}\int \limits _{|\xi -z|=r}{\frac {1}{\xi -z}}d\xi ={\frac {1}{2\pi i}}\int \limits _{0}^{2\pi }{\frac {re^{i\theta }i}{z+re^{i\theta }-z}}d\theta ={\frac {1}{2\pi }}\int \limits _{0}^{2\pi }d\theta ={\frac {1}{2\pi }}2\pi =1})
{\displaystyle =|{\frac {1}{2\pi i}}\int \limits _{|\xi -z|=r}{\frac {f(\xi )-f(z)}{\xi -z}}d\xi |=|{\frac {1}{2\pi i}}\int \limits _{0}^{2\pi }{\frac {f(z+re^{i\theta })-f(z)}{z+re^{i\theta }-z}}re^{i\theta }id\theta |=|{\frac {1}{2\pi i}}\int \limits _{0}^{2\pi }f(z+re^{i\theta })-f(z)d\theta |\leq {\frac {1}{2\pi i}}\int \limits _{0}^{2\pi }|f(z+re^{i\theta })-f(z)|d\theta }
Због непрекидности функције знамо да се {\displaystyle f(z+re^{i\theta })} може довести произвољно близу {\displaystyle f(z)} за довољно мало {\displaystyle r}, тј. прецизније:
{\displaystyle (\forall \epsilon >0)(\exists \delta >0)(\forall \theta )(\forall r)(0<r<\delta \Rightarrow |f(z+re^{i\theta })-f(z)|<\epsilon )}
Одавде слиједи да за произвољно мало {\displaystyle \epsilon } можемо наћи довољно мало {\displaystyle r} да буде:
{\displaystyle A<{\frac {1}{2\pi }}\epsilon \int _{0}^{2\pi }d\theta =\epsilon \Rightarrow \lim _{r\rightarrow 0}{\frac {1}{2\pi i}}\int \limits _{\partial K}{\frac {f(\xi )}{\xi -z}}d\xi =f(z)}
Тиме је теорема доказана.

## Генерализација
Верзија Кошијеве интегралне формуле је Коши-Помпејова формула и важи и за глатке функције, пошто је заснована на Стоксовој теореми. Нека је D диск у C и претпоставимо да је f функција комплексне вредности C1 на затварању D. Тада
{\displaystyle f(\zeta )={\frac {1}{2\pi i}}\int _{\partial D}{\frac {f(z)\,dz}{z-\zeta }}-{\frac {1}{\pi }}\iint _{D}{\frac {\partial f}{\partial {\bar {z}}}}(z){\frac {dx\wedge dy}{z-\zeta }}.}
Ова репрезентациона формул се може користити за решавање нехомогених Коши-Риманових једначина у D. Заиста, ако је φ функција у D, онда је одређено решење f једначине холоморфна функција изван носача μ. Штавише, ако је у отвореном скупу D,
{\displaystyle d\mu ={\frac {1}{2\pi i}}\varphi \,dz\wedge d{\bar {z}}}
за неко φ ∈ Ck(D) (где је k ≥ 1), онда је f(ζ, ζ) такође у Ck(D) и задовољава једначину
{\displaystyle {\frac {\partial f}{\partial {\bar {z}}}}=\varphi (z,{\bar {z}}).}
Први закључак је, сажето, да је конволуција μ ∗ k(z) компактно подржане мере са Кошијевим језгром
{\displaystyle k(z)=\operatorname {p.v.} {\frac {1}{z}}}
холоморфна функција ван носача μ. Овде p.v. означава главну вредност. Други закључак тврди да је Кошијево језгро фундаментално решење Коши-Риманове једначине. Треба имати на уму да за глатке функције комплексне вредности f компактног носача на C генерализована Кошијева интегрална формула се поједностављује на
{\displaystyle f(\zeta )={\frac {1}{2\pi i}}\iint {\frac {\partial f}{\partial {\bar {z}}}}{\frac {dz\wedge d{\bar {z}}}{z-\zeta }},}
и представља понављање чињенице да је, посматрано као расподела, (πz)−1 је фундаментално решење Коши-Римановог оператора ∂/∂z̄. Генерализована Кошијева интегрална формула се може извести за било коју ограничену отворену област X са C1 границом ∂X из овог резултата и формуле за дистрибуциони извод карактеристичне функције χX од X:
{\displaystyle {\frac {\partial \chi _{X}}{\partial {\bar {z}}}}={\frac {i}{2}}\oint _{\partial X}\,dz,}
где расподела на десној страни означава контурну интеграцију дуж ∂X.